# Lletsó de muntanya
El Lletsó de muntanya o lletuga alpina (Cicerbita alpina) és una planta amb flor de la família de les Asteràcies.

## Particularitats
El lletsó o llicsó de muntanya és de distribució boreal-alpina i es troba a herbassars megafòrbics. La tija pot arribar a ultrapassar els 2 m d'alçada.
És una planta de fulla comestible molt similar al lletsó d'hort en el seu aspecte general i gust de les fulles. Les flors però són de color violeta clar, blavós o rosat en lloc de grogues.